# 阿尔贝托内
阿尔贝托内（義大利語：Albettone）是意大利威尼托大区维琴察省的市镇。市镇面积为20.21平方公里，2017年人口数量为2,044人。